# Nothocestrum peltatum
Oʻahu ʻaiea (Nothocestrum peltatum) là một loài là một loài thực vật có hoa thuộc họ cà, Solanaceae, là loài đặc hữu của hòn đảo Kauaʻi ở Hawaiʻi. Loài này có ở mesic forests ở độ cao 915–1.220 mét (3.002–4.003 ft). Oʻahu ʻaiea hiện đang bị đe dọa vì mất môi trường sống.